# Falköping
Falköping er et byområde i Falköping kommun i Västra Götalands län i Sverige. I 2010 var indbyggertallet 16.350.

## Stednavnet
Navnet Falköping betyder köpingen på falan, hvor fala er et gammelt ord for udmark, der bedst egner sig til græsning. Stedet er første gang omtalt i den islandske saga Rimbegla fra 1100-talet, hvor det forlyder, at Falköping afholdt fredagsting en gang i året. Tinget blev normalt afholdt på andre dage end fredagen, men dette kan være en overlevering i forbindelse med, at gudinden Frigg blev særlig dyrket på egnen. Stednavnet Friggeråker nord for byens centrum tyder på, at der har været et gammelt hedensk helligsted viet til Frigg.

## Forhistorisk tid
Megalitgrave er de ældste bygværker i Sverige. På Falbygden findes en af Nordeuropas største ansamlinger af megalitgrave fra yngre stenalder.